# Гришин, Константин Николаевич
Константин Николаевич Гришин (21 ноября [4 декабря] 1908, дер. Шатеево, Александровский уезд, Владимирская губерния, Российская империя — 6 июня 1973, Москва, РСФСР) — советский партийный деятель, первый секретарь Владимирского обкома КПСС (1955—1960) и первый секретарь Рязанского обкома КПСС (1960—1967).

## Биография
Родился в крестьянской семье. Член ВКП(б) — КПСС с 1931 г.
В 1932 г. окончил Школу советского и партийного строительства. В 1949 г. — Высшую партийную школу при ЦК ВКП(б), в 1952 г. — Курсы переподготовки при ЦК ВКП(б).
Трудовую деятельность начал в 1926 г. учеником башмачника в деревне Гуслево, затем работал башмачником в деревне Павловичи Талдомского района, заведующим магазином Талдомского районного потребительского союза (облпотребсоюза) Талдомского района Калининской (ныне Тверской) области.
- 1932—1933 гг. — преподаватель школы советского и партийного строительства в городе Кимры Калининской области,
- 1933—1939 гг. — начальник отдела кадров на механическом заводе в Кимрах, директор школы, заведующий Кимрским районным отделом народного образования, заведующий отделом пропаганды и агитации Кимрского районного комитета ВКП(б),
- 1939—1942 гг. — первый секретарь Кимрского горкома ВКП(б) (Калининская область),
- 1942—1944 гг. — первый заместитель председателя исполкома Калининского областного Совета депутатов трудящихся,
- 1944—1946 гг. — председатель исполкома Великолукского областного Совета депутатов трудящихся,
- 1949—1951 гг. — председатель исполкома Великолукского областного Совета депутатов трудящихся,
- 1952—1953 гг. — первый заместитель председателя исполкома Владимирского областного Совета депутатов трудящихся,
- 1953—1955 гг. — второй секретарь Владимирского обкома КПСС,
- 1955—1960 гг. — первый секретарь Владимирского обкома КПСС.

После самоубийства А. Н. Ларионова в 1960 г. был рекомендован ЦК на должность первого секретаря Рязанского обкома КПСС.
Во время неудавшегося деления на промышленные и сельские области (1963—1964) являлся первым секретарём Рязанского сельского областного комитета КПСС.
Член ЦК КПСС (1961—73; кандидат в члены ЦК КПСС в 1956—61). Делегат XXII, XXIII, XXIV съездов ЦК КПСС.
В январе 1967 г. переведён на работу в Москву.
С 1967 г. до конца жизни — заместитель председателя Комитета партийного контроля при ЦК КПСС.

## Награды
Был награжден тремя ордена Ленина, орденом Отечественной войны 2-й степени, медалями «Партизану Отечественной войны» 1-й степени, «За оборону Москвы», «За победу над Германией в Великой Отечественной войне 1941 - 1945 годов», «За доблестный труд в Великой Отечественной войне 1941 - 1945 годов».